# Vier Sas!
Vier Sas! was een nachtprogramma op de Nederlandse radiozender NPO 3FM. Het programma werd namens de KRO-NCRV op maandag en dinsdag van 04:00 tot 06:00 uur uitgezonden. Het programma werd gepresenteerd door Saskia Weerstand, aan wie het programma zijn naam ontleent. 
Het programma werd, onder de titel 'Saskia' in januari 2015 tijdelijk dagelijks van 04:00 tot 06:00 uur uitgezonden voor PowNed, om het plotselinge vertrek van Frank van der Lende naar BNNVARA op te vangen. Hierna was het programma iedere maandag tussen 02:00 en 04:00 uur te horen. Vanaf juni 2015 keerde het programma terug naar later in de nacht. 
Vanaf augustus 2015 wordt het programma enkel nog uitgezonden op maandag- en dinsdagnacht. Op dinsdagnacht 15 december was de laatste uitzending.
21 Jaar TROS Pop · 3FM BPM: MinistryOfBeats · 3FM Weekend Request · 3voor12Radio · AdreneLine · Altijd de eerste · ...And all that jazz · Andres · Angelique · Angeliques Afternoon · Annemieke Hier · Annemieke Plays · Anoûl · Arbeidsvitaminen · De Avondspits · De avonturen van Mark · Barend · Barend & Benner · Barend en Wijnand · De Bende van Van der Lende · De Boem Boem Disco Show · The Breakfast Club · Claudia d'r op · Club Carter · Curry en Van Inkel · De Dansbar · Dansen met Delsing · Dit is Domien · Domien, Jouw Ochtendshow · ... & dit is Claudia · Ekstra Weekend · Eva · Eva en Giel · Evers staat op · Frank & Eva: Welkom bij de club! · Franks feestje · GIEL · Harm dB · Hein · Herman · Het Betere Werk · Hier! · Jamie · Jan-Paul · Jasper · Joost · Jorien · Kaat tot Laat · Kevin · Lang leve het weekend! · LEX · Lieke · Markplaats · Mark + Rámon · Mega Top 30 · Michiel · Obi · De ochtenddienst · Olivier · De Orde van de Nacht · Parels van de nacht · Partij voor de Vrijdag · (P)laatwerk · RabRadio · Radio op 'n broodje · Rob · Rob & Wijnand en de Ochtendshow · Sanderdome · Sanders Vriendenteam · Saskia en Olivier · Slapen is voor Losers! · Slapen kan altijd nog · De Steen en Been Show · Studio Saskia · Superrradio · Tannaz · Thijs · Timur op 3FM · Vera on Track · Vier Sas! · Vrij · Weekend Wijnand · Wijnand · @Work · Xnoizz